# Джарретт, Фредерик
Фредерик Джарретт (англ. Frederick Jarrett; 26 марта 1889 — 22 января 1979) — кавалер Ордена Канады, канадский филателист, который был включён в Список выдающихся филателистов в 1935 году. Джарретт был известен как основоположник канадской филателии.
Джарретт был личным секретарём сэра Эдварда Кемпа, министра вооружённых сил Канады на заморских территориях в Лондоне во время Первой мировой войны. Одно время он также был чемпионом Канады по скоростной машинописи.

## Избранные труды
- Stamps of British North America (Почтовые марки Британской Северной Америки). 1929.